# Francis Froidevaux
Francis Froidevaux est un footballeur suisse né le 26 avril 1971. Il évoluait au poste de défenseur.

## Biographie
Lors de la Coupe UEFA 1991-1992, il joue avec le club de Neuchâtel Xamax contre le Celtic Football Club en seizième de finale. Il joue ensuite contre le Real Madrid Club de Fútbol en huitième de finale.
Avec les clubs de Neuchâtel Xamax et du SR Delémont, il dispute un total de 104 matchs en première division suisse, pour cinq buts inscrits, entre 1990 et 2000.